# جاك مانويل
جاك مانويل (13 فبراير 1991 في المملكة المتحدة - ) (بالإنجليزية: Jack Manuel)‏ هو لاعب كريكت بريطاني. لعب مع نادي مقاطعة ورسسترشاير للكريكيت ‏ ونادي مقاطعة ستافوردشاير للكريكت ‏.

## وصلات خارجية
- جاك مانويل على موقع إي آس بي آن كريك إنفو (الإنجليزية)